# Сю Янь
Сю Янь (кит. трад. 許岩, спр. 许岩, піньїнь: Xǔ Yán, 4 листопада 1981) — китайська дзюдоїстка, олімпійська медалістка.

## Виступи на Олімпіадах
| Олімпіада  | Дисципліна      | Місце |
| ---------- | --------------- | ----- |
| Пекін 2008 | легка категорія | 3T    |